# Horst (geologija)
V fizični geografiji in geologiji je horst s prelomi omejen dvignjeni del Zemljine skorje - tektonska gruda.  Horst je dvignjen blok Zemljine skorje, ki se je dvignil ali ostal miren, medtem ko se je zemlja na obeh straneh (tektonski jarek) umirila.
Gorovje Vogezi v Franciji in Schwarzwald v Nemčiji sta primera horstov, prav tako Mizasta gora nad Cape Townom, Švicarska Jura in Rila - Rodopi, vključno z dobro opredeljenimi horsti Belasica v Makedoniji (linearni horst), Rilo (obokana kupolasta oblika) in Pirin - horst, ki tvori masivno antiklinalo med kompleksnimi grabni dolin reke Struma in Mesta. Beseda velja tudi za večja območja, kot so Rusko nižavje, Arabija, Indija in Srednja Južna Afrika, kjer je celina stabilna, z vodoravno razslojenimi tlemi, za razliko od nagubanih regij, kot so nekatere gorske verige Evrazije.
Srednjekontinentalni riftni sistem v Severni Ameriki zaznamuje vrsta hribov, ki segajo od jezera Superior do Kansasa.

## Geomorfologija
Horsti imajo lahko simetrične ali nesimetrične preseke. Če imajo običajni prelomi na obeh straneh podobno geometrijo in se premikajo z isto hitrostjo, je verjetno, da je horst simetričen in na vrhu približno raven. Če imata preloma na obeh straneh različne hitrosti navpičnega gibanja, bo najverjetneje nagnjen zgornji del hrbta in celoten profil nesimetričen. Erozija tudi igra pomembno vlogo pri simetričnem pojavu horsta v preseku.

## Horsti in raziskovanje ogljikovodikov
V številnih riftnih dolinah po vsem svetu se velika večina odkritih ogljikovodikov nahaja v običajnih pasteh, povezanih s horsti. Na primer, velik del nafte, ki jo najdemo v kotlini Sirta v Libiji (v višini nekaj deset milijard sodov rezerv) najdemo na velikih blokih horstov, kot sta naftno polje Zelten in naftno polje Dahra in manjši horsti, kot sta Gialo High in greben Bu-Attifel.